# Twin Atlantic
I Twin Atlantic sono un gruppo musicale alternative rock scozzese di Glasgow.
La band è composta da Sam McTrusty (cantante e chitarrista), Barry McKenna (chitarra principale, piano e seconde voci), Ross McNae (basso, piano e seconde voci) e Craig Kneale (batteria, percussioni e seconde voci).

## Discografia

### Album in studio
- 2009 - Vivarium
- 2011 - Free
- 2014 - Great Divide
- 2016 - GLA
- 2020 - POWER
- 2021 - Transparency

### Singoli
- 2007 - Audience And Audio
- 2008 - What Is Light? Where Is Laughter?
- 2009 - Lightspeed
- 2009 - You're Turning Into John Wayne
- 2009 - What is Light? Where i Laughter (re-release)
- 2010 - Human After All
- 2011 - Edit Me
- 2011 - Free
- 2011 - Make A Beast Of Myself
- 2012 - Make A Beast Of Myself (re-release)
- 2012 - Yes,I Was Drunk
- 2014 - Heart And Soul
- 2014 - Brothers And Sisters
- 2014 - Hold On